# سراب شهرک علیا
سراب شهرک علیا در دهستان ئیلاق شمالی بخش مرکزی شهرستان دهگلان قرار دارد و براساس سرشماری مرکز آمار ایران در سال ۱۳۸۵، جمعیت آن ۳۰۷ نفر (۶۵خانوار) بوده‌است.این منطقه دارای آب و هوای خوب می باشد کشاورزی این منطقه شامل کشت گندم، نخود. جو و یونجه میباشد.
این روستا با ۲۰۲۰ متر ارتفاع در منطقه ای مرتفع قرار دارد و مرتفع ترین آن گردنه سفید یا به اصطلاح (مله چرمگ)رو به روی روستا است این روستا دو قلعه باستانی دارد یکی قلعه هاشم خان مشهور به (تپه شلم) و دیگری مشهور به قلا یا همان قلعه است .
در این روستا دو تا کاریز یا همان سراب و دوازده تا چشمه کوچک از جمله (کانی کیوار) (کانی حمه جان) (کانی مجید) (کانی لوله) )(کانی ژورو) کانی کویره و.. میباشد
ناشر:اهورا رحیمی